# Melissa Fumero
Melissa Fumero (nacida Melissa Gallo; Lyndhurst, Nueva Jersey, Estados Unidos, 19 de agosto de 1982) es una actriz estadounidense de ascendencia cubana. Es conocida por interpretar a Zoe en Gossip Girl, a Adriana Cramer en One Life to Live, y a la detective Amy Santiago en Brooklyn Nine-Nine.

## Biografía
Es hija de padres cubanos, un exprofesor de matemáticas y una estilista, que se mudaron a Estados Unidos desde Cuba cuando eran adolescentes. Con 19 años se mudó a Nueva York tras ser aceptada en la Universidad de Nueva York, donde se graduó con un título de grado en Bellas Artes en 2003.

## Carrera
Fue la segunda actriz en interpretar a Adriana en la telenovela One Life to Live, a la que se unió el 20 de enero de 2004. Fumero consiguió el papel de Adriana en su último día como estudiante de la Universidad de Nueva York. A finales de 2007 decidió no renovar su contrato con la serie, pero quedó como personaje recurrente volviendo 15 episodios más en septiembre de 2008 para terminar definitivamente.
Fumero debutó en la pantalla grande protagonizando en 2009 la película independiente Tiny Dancer.
En 2010 apareció en seis episodios de la serie de The CW Gossip Girl como Zoe, una de las sirvientes de Blair Waldorf. Además, también participó de manera episódica en series como El mentalista, Royal Pains y CSI: Nueva York entre otras.
Desde 2013 forma parte del elenco de la comedia policíaca de Fox Brooklyn Nine-Nine, como la detective Amy Santiago, protagonizando la serie junto a Andy Samberg. La serie fue cancelada por Fox en mayo de 2018, pero la cadena NBC compró los derechos para poder seguir emitiéndola. Fumero dirigió el decimoquinto episodio de la sexta temporada de la serie, titulado "Return of the King" y emitido el 2 de mayo de 2019.
En 2013 protagonizó la película The House That Jack Built, junto a E.J. Bonilla. En 2017 grabó el piloto de la serie Mourners, Inc. de la guionista española Cristina Gómez. En 2019, junto a su compañera de reparto en Brooklyn Nine-Nine Stephanie Beatriz, fue actriz invitada en la comedia de Netflix One day at a Time. También ese año formó parte del elenco principal de la tv-movie The Play Date.

## Vida personal
Se casó con el coprotagonista de One Life to Live David Fumero, el 9 de diciembre de 2007, y se la conoce como Melissa Fumero desde entonces. El 16 de noviembre de 2015 anunció a través de sus redes sociales que esperaba su primer hijo, Enzo, que nació el 24 de marzo de 2016. En noviembre de 2019 confirmó su segundo embarazo. El 14 de febrero de 2020 dio a luz a su segundo hijo, Axel Fumero.

## Filmografía

### Cine
| Año  | Título                         | Papel    | Dirección              | Notas        |
| ---- | ------------------------------ | -------- | ---------------------- | ------------ |
| 2007 | Descenso                       | Chica #2 | Talia Lugacy           | Figurante    |
| 2009 | I Hope They Serve Beer in Hell | Melissa  | Bob Gosse              |              |
| 2009 | Tiny Dancer                    | Ati      |                        |              |
| 2011 | Half Empty                     | Jill     | David McKinley Johnson | Cortometraje |
| 2013 | The House That Jack Built      | Lily     | Henry Barrial          | Protagonista |
| 2018 | DriverX                        | Jessica  | Henry Barrial          |              |

### Televisión
| Año       | Título                               | Papel           | Notas                     |
| --------- | ------------------------------------ | --------------- | ------------------------- |
| 2004-2011 | One Life to Live                     | Adriana Cramer  | Protagonista              |
| 2005      | All My Children                      | Adriana Cramer  | Invitada                  |
| 2009      | Important Things with Demetri Martin | April           | Personaje episódico       |
| 2010      | Gossip Girl                          | Zoe             | Recurrente                |
| 2010      | El Mentalista                        | Carmen Reyes    | Personaje episódico       |
| 2011      | Royal Pains                          | Brooke          | Personaje episódico       |
| 2012      | CSI: Nueva York                      | Michelle Rhodes | Personaje episódico       |
| 2013      | Men at work                          | April           | Personaje episódico       |
| 2013–2021 | Brooklyn Nueve-Nueve                 | Amy Santiago    | Protagonista              |
| 2016      | Mack & Moxy                          | Melissa         | Personaje episódico       |
| 2017      | Mourners, Inc.                       | Monica Herrera  | Pilóto                    |
| 2019      | The Play Date                        | Emma            | TV-Movie                  |
| 2019      | One day at a Time                    | Estrellita      | Personaje episódico       |
| 2022      | Blockbuster                          | Elizza          | Protagonista de la sitcom |

### Web
| Año  | Título           | Función | Notas       |
| ---- | ---------------- | ------- | ----------- |
| 2009 | Haute & Bothered | Jo      | 2 episodios |

## Premios y nominaciones
| Año  | Premios            | Categoría                                                                                 | Trabajo            | Resultado |
| ---- | ------------------ | ----------------------------------------------------------------------------------------- | ------------------ | --------- |
| 2006 | Premios ALMA       | Mejor interpretación en una serie dramática diaria.                                       | One Life to Live   | Nominada  |
| 2015 | NHMC Impact Awards | Contribución excepcional retratando positivamente a latinos en los medios de comunicación | Brooklyn Nine-Nine | Ganadora  |
| 2015 | Imagen Awards      | Mejor actriz de reparto en Televisión                                                     | Brooklyn Nine-Nine | Nominada  |
| 2016 | Imagen Awards      | Mejor actriz secundaria Televisión                                                        | Brooklyn Nine-Nine | Nominada  |